# Illa Marczenko
Illa Marczenko, ukr. Ілля Марченко (ur. 8 września 1987 w Dnieprodzierżyńsku) – ukraiński tenisista, reprezentant w Pucharze Davisa, olimpijczyk z Rio de Janeiro (2016).

## Kariera tenisowa
W gronie profesjonalistów od 2006 roku.
W swojej karierze wygrał 8 turniejów rangi ATP Challenger Tour.
W 2010 roku zadebiutował w Wielkim Szlemie podczas Australian Open, gdzie przegrał w 2. rundzie z Nikołajem Dawydienką.
Od roku 2008 reprezentuje Ukrainę w Pucharze Davisa. Do końca 2020 roku rozegrał dla zespołu 28 meczów singlowych, z których 15 wygrał, oraz 1 zwycięski pojedynek deblowy.
W 2016 zagrał na igrzyskach olimpijskich w Rio de Janeiro, odpadając w 1. rundach rozgrywek singla i debla.
Najwyżej sklasyfikowany w rankingu singlistów był na 49. miejscu we wrześniu 2016 roku.

### Zwycięstwa w turniejach ATP Challenger Tour w grze pojedynczej
| Końcowy wynik | Nr | Data | Turniej    | Nawierzchnia  | Przeciwnik        | Wynik finału     |
| ------------- | -- | ---- | ---------- | ------------- | ----------------- | ---------------- |
| Zwycięzca     | 1. | 2009 | Stambuł    | Twarda        | Florian Mayer     | 6:4, 6:4         |
| Zwycięzca     | 2. | 2012 | Penza      | Twarda        | Jewgienij Donskoj | 7:5, 6:3         |
| Zwycięzca     | 3. | 2014 | Brescia    | Twarda (hala) | Farrux Doʻstov    | 6:4, 5:7, 6:2    |
| Zwycięzca     | 4. | 2015 | Mons       | Twarda (hala) | Benjamin Becker   | 6:2, 6:7(8), 6:4 |
| Zwycięzca     | 5. | 2016 | Recanati   | Twarda        | Ilja Iwaszka      | 6:4, 6:4         |
| Zwycięzca     | 6. | 2017 | Izmir      | Twarda        | Stéphane Robert   | 7:6(2), 6:0      |
| Zwycięzca     | 7. | 2019 | Nur-Sułtan | Twarda (hala) | Yannick Maden     | 4:6, 6:4, 6:3    |
| Zwycięzca     | 8. | 2021 | Biella     | Twarda (hala) | Andy Murray       | 6:2, 6:4         |